# René-François Soyer
Pour les articles homonymes, voir Soyer.
René-François Soyer, né le 5 septembre 1767 à Thouarcé (en Anjou) et mort le 5 mai 1845 à Luçon (Vendée), est un dignitaire français de l'Église catholique, évêque de Luçon à la Restauration, de 1817 à sa mort, après avoir été prêtre réfractaire pendant la Révolution et vicaire général du diocèse de Poitiers pendant l'Empire.

## Biographie

### Prêtre réfractaire vendéen
Né le 5 septembre 1767 à Thouarcé, René-François Soyer est le fils de Jean-François Soyer, cavalier de la maréchaussée, et de Perrine-Ambroise Rochard. Il commence ses études au collège de Château-Gontier puis entre au séminaire d'Angers. Il obtient le baccalauréat en théologie à l'université d'Angers, mais ses études sont interrompues par la Révolution.
Il est ordonné prêtre en 1791 et refuse de prêter serment à la Constitution civile du clergé. Il se cache en Poitou, surtout dans un faubourg de Poitiers, Montbernage. À partir de 1795, il est desservant de la paroisse de Chanzeaux, en Anjou. Il exerce clandestinement le culte en 1797-1799.
Il reste en contact avec les armées vendéennes dont ses trois frères, Jean-Aimé Soyer, François Soyer et Louis-Pierre Soyer sont officiers.

### Prêtre concordataire
En 1802, il est nommé curé de la paroisse de La Salle-de-Vihiers (Maine-et-Loire), qu'il dessert alors depuis deux ans. Il retourne dans le Poitou en devenant en 1805 chanoine de l'évêché de Poitiers, puis vicaire général de ce même diocèse en 1808.

### Évêque en Vendée sous la Restauration
Le préfet du département de la Vienne le signale comme épiscopable en 1816 et il est nommé évêque de Luçon le 14 novembre 1817, en grande partie à cause de ses liens avec les Vendéens. Le siège de Luçon est en effet restauré dans le cadre des négociations (ratées) du concordat de 1817, mais Soyer n'est sacré que le 21 octobre 1821, à Saint-Sulpice à Paris et entre dans son nouveau diocèse le 10 novembre. Soyer fait partie des rares évêques roturiers nommés à la Restauration. Il a alors comme secrétaire Denys Affre, futur archevêque de Paris.

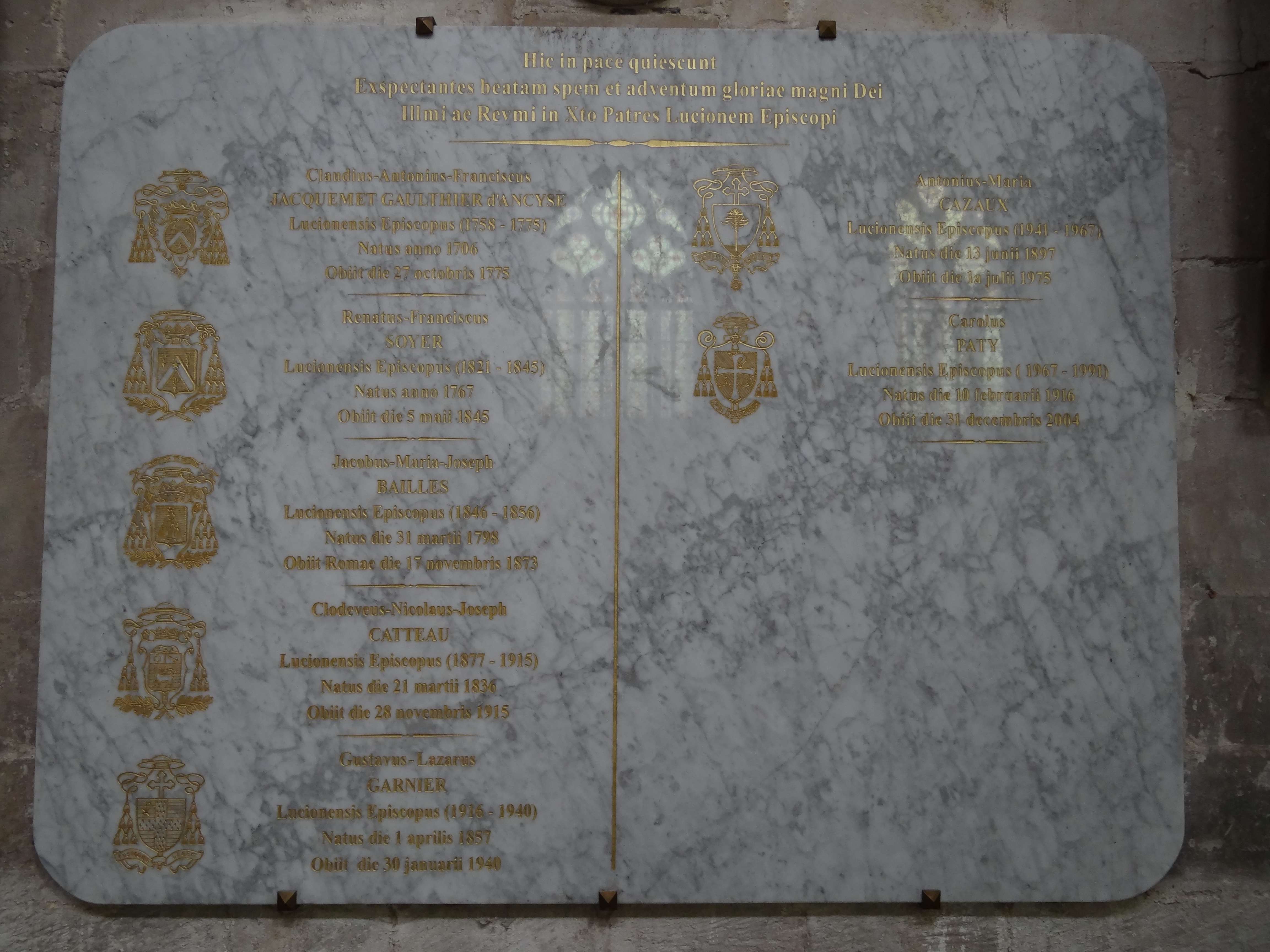
La plaque commémorative du caveau des évêques dans le déambulatoire nord de la cathédrale de Luçon.

À Poitiers, René-François Soyer est membre de la Société pour l'enseignement mutuel, mais, nommé évêque de Luçon, il n'encourage pas ces écoles dans son diocèse, même s'il intervient en faveur d'un instituteur de Luçon tourmenté par les autorités. Il fait publier le rituel de son diocèse en 1828 et en réimprimer des extraits en 1829 et en 1841. Il connaît des difficultés à cause de la révolution de 1830. 
Il meurt en charge le 5 mai 1845. Il est inhumé dans le caveau des évêques sous le chœur de la cathédrale de Luçon.

## Distinction
- Chevalier de la Légion d'honneur (5 mai 1845)[8]

## Armes
D'azur au chevron d'or chargé d'une étoile de gueules, accompagné de 3 flèches d'argent.

### Notices biographiques
- Jacques-Olivier Boudon, Les élites religieuses à l'époque de Napoléon. Dictionnaire des évêques et vicaires généraux du Premier Empire, Paris, Nouveau Monde éditions / Fondation Napoléon, 2002, 313 p. (ISBN 2-84736-008-5), p. 253.
- « Soyer, René-François », dans Célestin Port, Dictionnaire historique geographique et biographique de Maine-et-Loire, 1965-1996, 2e éd. (lire en ligne), p. 443.